# Malcoha ventrenegre
El malcoha ventrenegre (Phaenicophaeus diardi) és una espècie d'ocell de la família dels cucúlids (Cuculidae) que habita zones boscoses de la Península Malaia, Sumatra i Borneo.